# Fissurelloidea
Fissurelloidea is een superfamilie van weekdieren uit de klasse van de Gastropoda (slakken).

## Familie
- Fissurellidae Fleming, 1822